# Erminio Sertorelli
Erminio Sertorelli, född 1901 i Bormio och död 1979, var en italiensk vinteridrottare. Han deltog i olympiska spelen 1932 i Lake Placid och kom på 12:e plats på 50 kilometer.